# 納戸徳重
納戸 徳重（のと とくしげ、1902年1月24日 - 1991年1月4日）は、日本の陸上競技（短距離走・中距離走）選手。
東京高等師範学校在学中の1920年代半ばに400メートル・800メートルの日本記録をたびたび更新、1924年パリオリンピックに両種目と十種競技で出場した。卒業後は福岡日日新聞社（のち西日本新聞社）に入社、1952年に九州一周駅伝を創設するなど、九州の陸上競技の振興に努めた。

## 経歴
福岡県三潴郡城島町（現在の久留米市）に生まれる。筑後川やクリーク（水路）を泳いで遊ぶ少年時代を過ごし、中学明善校（現在の福岡県立明善高等学校）在学中には野球部・庭球部・徒歩部・剣道部で選手を務めるスポーツ万能ぶりを見せていたという。
東京高等師範学校に進み、体育科に入る。陸上競技の指導者は野口源三郎、先輩に金栗四三らがいる。日本陸上競技選手権大会の400m競走では1922年から1925年まで三連覇、800m競走でも1923年に優勝。1923年には400メートルの日本記録を2回、800メートルの日本記録を1回更新した。同年の第6回極東選手権競技大会（大阪市）では440ヤードに優勝した。
1924年4月には男子800メートルの日本記録を更新（2分00秒4）。1924年パリオリンピックに、男子400メートル、男子800メートル、男子十種競技で出場した。なお、オリンピックの1大会で11種類の競技（400メートルは十種競技に含まれる）に挑んだ点で、納戸は2020年現在日本最多記録の持ち主である。
1924年10月に開催された明治神宮競技大会（第1回明治神宮競技大会）では選手総代として選手宣誓を務めた。1925年には箱根駅伝（2区）にも出走。1925年11月23日、日本陸上競技選手権大会で400メートルの日本記録を更新（50秒2）。	
1926年に東京高師体育科を卒業後、1927年に福岡日日新聞社（西日本新聞社の前身の一つ）に就職、スポーツ担当の記者となる（のちに運動部長）。また福岡日日新聞社主催のスポーツ行事（中等学校の対抗駅伝など）に関わり、九州地方のスポーツ振興に関わることとなった。第二次世界大戦後の1952年、金栗とともに九州一周駅伝（2013年まで63回開催）の創設に携わった。
九州が「駅伝王国」と称されることに、九州の陸上競技界の指導者としての納戸の役割を評価する見方がある。
1968年から1976年まで福岡大学教授を務めた。1982年、勲四等瑞宝章を受章。1991年1月4日、心不全のため死去。

## 記念
1976年より福岡県久留米市で「納戸記念久留米陸上競技大会」が開催されている。